# Roméo Lavia
Roméo Lavia (sinh ngày 6 tháng 1 năm 2004) là một cầu thủ bóng đá chuyên nghiệp người Bỉ hiện đang thi đấu ở vị trí tiền vệ phòng ngự cho câu lạc bộ Chelsea tại Premier League và Đội tuyển bóng đá quốc gia Bỉ.

## Sự nghiệp câu lạc bộ

### Anderlecht
Lavia từng là cầu thủ trẻ của câu lạc bộ Bỉ Anderlecht. Anh đến trung tâm đào tạo của câu lạc bộ ở Neerpede gần Bruxelles lúc 8 tuổi. Tại một giải trẻ quốc tế địa phương dành cho các cầu thủ dưới 15 tuổi, anh lần đầu tiên được Pep Guardiola chú ý. Huấn luyện viên người Tây Ban Nha đến đó theo lời mời của cầu thủ Kevin De Bruyne của Manchester City, người đồng tổ chức giải đấu mang tên anh có tên gọi là KDB Cup.

### Manchester City
Ở tuổi 16, Lavia rời Anderlecht, chuyển đến Manchester City vào mùa hè năm 2020 và anh ký hợp đồng chuyên nghiệp đầu tiên. Anh gia nhập đội U-18 và nhanh chóng nổi bật tại đó. Vào tháng 11 năm 2020, chỉ sau 11 lần ra sân, Lavia đã được đôn lên đội U-23. Cùng với đội EDS, anh đã giành chức vô địch Premier League 2 vào tháng 4 năm 2021 và được bầu chọn là cầu thủ xuất sắc nhất mùa giải.
Bắt đầu từ mùa hè năm 2021, Lavia bắt đầu tập luyện cùng đội một. Anh được chọn vào đội một để tham dự UEFA Champions League 2021–22. Lavia có trận ra mắt chuyên nghiệp ở tuổi 17 vào ngày 21 tháng 9 năm 2021 trong trận đấu gặp Wycombe Wanderers tại vòng 3 EFL Cup 2021–22.

### Southampton
Vào ngày 6 tháng 7 năm 2022, Lavia gia nhập và ký hợp đồng có thời hạn 5 năm với Southampton. Vào ngày 6 tháng 8 năm 2022, Lavia ra mắt trong trận thua 4–1 trước Tottenham Hotspur. Anh ghi bàn thắng đầu tiên vào ngày 30 tháng 8 năm 2022 cho Southampton trong trận chiến thắng 2–1 trước Chelsea và đồng thời trở thành cầu thủ đầu tiên sinh năm 2004 ghi bàn ở Premier League. Southampton kết thúc mùa giải ở vị trí cuối bảng Premier League khiến đội phải xuống hạng ở EFL Championship vào mùa giải 2023–24. Mặc dù vậy, Lavia đã dẫn đầu tất cả các cầu thủ Premier League dưới 21 tuổi về các pha tắc bóng, đánh chặn và cản phá tổng hợp trong mùa giải 2022–23. Anh là cầu thủ tuổi teen duy nhất thực hiện hơn 50 pha tắc bóng, trong khi tỷ lệ thu hồi bóng 7,8 lần mỗi 90 phút đã đưa anh vào top 15 cầu thủ hàng đầu ở Premier League.

### Chelsea
Vào ngày 18 tháng 8 năm 2023, Lavia gia nhập Chelsea và ký hợp đồng có thời hạn 7 năm với trị giá 53 triệu bảng cộng với 5 triệu bảng phụ phí. Lavia từ chối lời đề nghị từ Liverpool vì anh cảm thấy câu lạc bộ coi anh như một phương án dự phòng. Để khớp với lời đề nghị của Chelsea, Liverpool đã gửi ba hồ sơ dự thầu cho anh, nhưng cả ba đã bị Southampton từ chối vì không đạt được mức định giá cầu thủ như họ mong đợi.
Do vụ chuyển nhượng kéo dài, Lavia đã tụt hậu so với các đồng đội về việc hòa nhập. Huấn luyện viên Mauricio Pochettino nói rằng anh cần vài tuần để sẵn sàng hòa nhập với đội. Tuy nhiên, vào đầu tháng 9, Lavia gặp phải chấn thương cơ khiến anh không thể ra mắt câu lạc bộ. Trong khi hồi phục, Lavia lại gặp phải chấn thương mắt cá chân khiến anh phải ngồi ngoài vài tuần.
Lavia ra mắt cho Chelsea vào ngày 27 tháng 12 năm 2023 khi vào sân thay người trong chiến thắng 2–1 trên sân nhà trước Crystal Palace ở Premier League. Trong trận đấu này, anh gặp phải chấn thương.

## Sự nghiệp quốc tế
Sinh ra ở Bỉ, Lavia là người gốc Ghana. Năm 2019, anh chơi một trận chính thức cho đội tuyển U-15 quốc gia Bỉ và một trận cho U-16 Bỉ.
Vào ngày 17 tháng 3 năm 2023, anh lần đầu tiên được huấn luyện viên Domenico Tedesco triệu tập vào đội tuyển quốc gia Bỉ cho trận đấu vòng loại UEFA Euro 2024 trước Thụy Điển và trận giao hữu với Đức. Vào ngày 28 tháng 3, Lavia có trận ra mắt cho Bỉ khi vào sân thay người trong chiến thắng 3–2 trước Đức.

## Phong cách thi đấu
Lavia là một tiền vệ phòng ngự. Theo người đứng đầu học viện Anderlecht, Jean Kindermans, vị trí tốt nhất của Lavia là một tiền vệ lùi sâu vì anh có thể thực hiện những đường chuyền và luôn bình tĩnh khi cầm bóng. Lavia cho biết thần tượng cho lối chơi của anh là cựu cầu thủ Barcelona Sergio Busquets và Fernandinho, đồng đội cũ của anh ở Manchester City.
Lavia thể hiện rất thoải mái khi thu hồi bóng, tận dụng sức ép mãnh liệt bằng trí thông minh, sự bền bỉ, tốc độ và khi thực hiện những đường chuyền sâu đột phá. Anh cũng rất thành thạo trong việc dẫn bóng về phía trước khi giành lại quyền kiểm soát bóng và điều này khiến anh trở nên cực kỳ hiệu quả trong các pha phản công. Khả năng rê bóng của Lavia cho phép anh phá vỡ được hàng phòng ngự. Đồng thời, anh cũng được khen ngợi về khả năng nhận thức và đọc trận đấu. Anh cũng là một trong những tiền vệ chính xác nhất ở Premier League với tỷ lệ hoàn thành đường chuyền được điều chỉnh độ chính xác là 84% trong mùa giải 2022–23. Vì kiểu chơi bóng ấn tượng của mình, Lavia được đồng đội cũ của anh ở Southampton là Oriol Romeu khen ngợi.

## Thống kê sự nghiệp

### Câu lạc bộ
Tính đến 27 tháng 12 năm 2023
| Câu lạc bộ           | Mùa giải            | Giải vô địch        | Giải vô địch | Giải vô địch | Cúp quốc gia | Cúp quốc gia | Cúp Liên đoàn | Cúp Liên đoàn | Châu lục | Châu lục | Khác | Khác | Tổng cộng | Tổng cộng |
| Câu lạc bộ           | Mùa giải            | Hạng đấu            | Trận         | Bàn          | Trận         | Bàn          | Trận          | Bàn           | Trận     | Bàn      | Trận | Bàn  | Trận      | Bàn       |
| -------------------- | ------------------- | ------------------- | ------------ | ------------ | ------------ | ------------ | ------------- | ------------- | -------- | -------- | ---- | ---- | --------- | --------- |
| U-21 Manchester City | 2020–21             | —                   | —            | —            | —            | —            | —             | —             | —        | —        | 2    | 0    | 2         | 0         |
| U-21 Manchester City | 2021–22             | —                   | —            | —            | —            | —            | —             | —             | —        | —        | 2    | 0    | 2         | 0         |
| U-21 Manchester City | Tổng cộng           | Tổng cộng           | —            | —            | —            | —            | —             | —             | —        | —        | 4    | 0    | 4         | 0         |
| Manchester City      | 2021–22             | Premier League      | 0            | 0            | 1            | 0            | 1             | 0             | 0        | 0        | —    | —    | 2         | 0         |
| Southampton          | 2022–23             | Premier League      | 29           | 1            | 2            | 0            | 3             | 0             | —        | —        | —    | —    | 34        | 1         |
| Southampton          | 2023–24             | Championship        | 0            | 0            | 0            | 0            | 0             | 0             | —        | —        | —    | —    | 0         | 0         |
| Southampton          | Tổng cộng           | Tổng cộng           | 29           | 1            | 2            | 0            | 3             | 0             | —        | —        | —    | —    | 34        | 1         |
| Chelsea              | 2023–24             | Premier League      | 1            | 0            | 0            | 0            | 0             | 0             | —        | —        | —    | —    | 1         | 0         |
| Tổng cộng sự nghiệp  | Tổng cộng sự nghiệp | Tổng cộng sự nghiệp | 30           | 1            | 3            | 0            | 4             | 0             | 0        | 0        | 4    | 0    | 41        | 1         |

1. ↑  Bao gồm FA Cup
2. ↑  Bao gồm EFL Cup
3. 1 2  Ra sân tại EFL Trophy

### Quốc tế
Tính đến 28 tháng 3 năm 2023
| Đội tuyển quốc gia | Năm       | Trận | Bàn |
| ------------------ | --------- | ---- | --- |
| Bỉ                 | 2023      | 1    | 0   |
| Tổng cộng          | Tổng cộng | 1    | 0   |

## Danh hiệu
Chelsea
- UEFA Conference League: 2024-2025

U-23 Manchester City
- Professional Development League: 2020–21